# 京都市立松尾中学校
京都市立松尾中学校（きょうとしりつ まつおちゅうがっこう）は、京都府京都市西京区にある公立中学校。第76番目の京都市立中学校として開校した。

## 沿革
1984年度に46クラスに達するなどマンモス校化していた京都市立桂中学校の校区北側を分離する形で開校した（初年度は915人、22クラスでスタート）。

### 年表
- 1984年9月 - 京都市立桂中学校に桂中学校北分校を設置
- 1985年4月 - 京都市立桂中学校から独立・分離し、京都市立松尾中学校として開校[1]
- 1992年10月 - コンピューター教室を設置
- 2001年10月 - 学校給食を導入
- 2006年4月 - 2学期制導入

## 部活動
2017年時点の部活動である。
| 体育系                 | 文化系   |
| ---------------------- | -------- |
| 陸上競技部             | 文芸部   |
| 男子サッカー部         | 吹奏楽部 |
| 野球部                 | 美術部   |
| ハンドボール部         |          |
| 女子バドミントン部     |          |
| 女子バスケットボール部 |          |
| 男子バレーボール部     |          |
| 女子バレーボール部     |          |
| パソコン部             |          |

## 通学区域
以下の小学校区を通学区域とする。
- 京都市立松尾小学校（全域）
- 京都市立嵐山東小学校（全域）

## 校区内の主な施設
- 松尾大社
- 西芳寺（苔寺） - 世界遺産
- 地蔵院（竹の寺）

## 交通アクセス
- 阪急嵐山線 松尾大社駅下車 徒歩約5分
  - バス停「松室北河原町」下車

## 通学区域が隣接している学校
- 京都市立大枝中学校
- 京都市立樫原中学校
- 京都市立桂中学校
- 京都市立梅津中学校
- 京都市立嵯峨中学校
- 亀岡市立亀岡中学校
- 亀岡市立詳徳中学校